# Pante Deera
Pante Deera is een bestuurslaag in het regentschap Alor van de provincie Oost-Nusa Tenggara, Indonesië. Pante Deera telt 691 inwoners (volkstelling 2010).